# لیلیت اشتاننبرگ
لیلیت اشتاننبرگ (به انگلیسی: Lilith Stangenberg) (زاده ۱۴ اوت ۱۹۸۸) بازیگر آلمانی است.
از کارهای معروف او می‌توان به بازی در فیلم‌های من خانه بودم و سنکا اشاره کرد.